# Montañas Whipple
Las Montañas Whipple (Inglés: Whipple Mountains; Mojave: Avii Kur'utat; Chemehuevi: Wiyaatuʷa̱) están ubicadas en el este del Condado de San Bernardino, California. Están directamente al oeste del Río Colorado, Parker Dam y Lake Havasu; al sur de Needles, California; al norte de Parker, Arizona y Vidal, California; y al noreste de Vidal Junction, California.

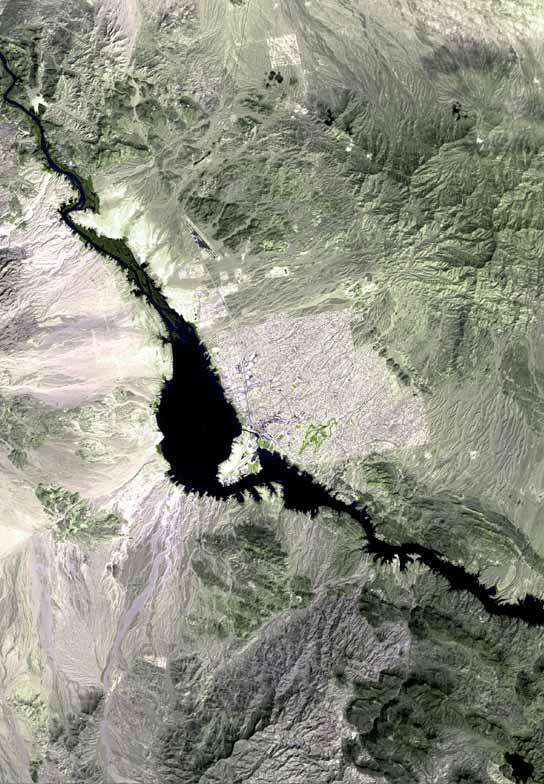
El macizo de las Montañas Whipple en la parte inferior de la foto al suroeste del Río Colorado.

Las montañas forman un cambio de dirección importante del río Colorado de norte a sur a medida que cambia de dirección hacia el sureste, luego hacia el suroeste alrededor del perímetro este de las Montañas Whipple. El punto más alto de las montañas y Área natural de las Montañas Whipple (Whipple Mountains Wilderness) es Whipple Mountain a 1,259m. La porción occidental de la cadena montañosa tiene formaciones de color verde pálido, a diferencia de las volcánicas de color rojo ladrillo llamativas y abruptamente talladas en el este. Los accidentes geográficos son diversos y van desde fondos de valles y lavados hasta cañones de paredes empinadas, picos abovedados, puentes naturales y agujas erosionadas.
Las montañas recibieron el nombre de Amiel Weeks Whipple, un teniente del ejército de los EE. UU. que inspeccionó la región en la década de 1840 y luego murió en Chancellorsville en la Guerra Civil.

## Geografía
El rango se extiende aproximadamente 40 kilómetros en dirección este-oeste y alcanza una altura de 821m en el pico Savahia en el extremo occidental. Las montañas Whipple albergan muchas minas, incluidas la mina Independence y la mina Bessie. El rango se encuentra en el Desierto de Colorado, la sección noroeste del Desierto de Sonora y en la región del Valle del Río Colorado Inferior. Las Montañas Tortuga están al oeste, la Cordillera Mopah adyacente al sur y las Montañas Chemehuevi río arriba al norte. Whipple Peak es el punto más alto de la cordillera a una altitud de 1259 m ; se encuentra al oeste del centro de la cordillera, y Whipple Wash fluye al noreste desde el pico.
Los siguientes mapas cuadrangulares de 7.5 ' del Servicio Geológico de los Estados Unidos (USGS) brindan cobertura de las Montañas Whipple:
- Gene Wash
- Havasu Lake
- Lake Havasu City South
- Parker
- Parker NW
- Savahia Peak
- Whipple Mountains SW
- Whipple Wash

## Clima
Los datos del Centro Climático Regional Occidental revelan que se trata de una región de extrema aridez (<150 mm/año), temperaturas muy altas en verano (+40 °C) y temperaturas suaves en invierno.

## Geología

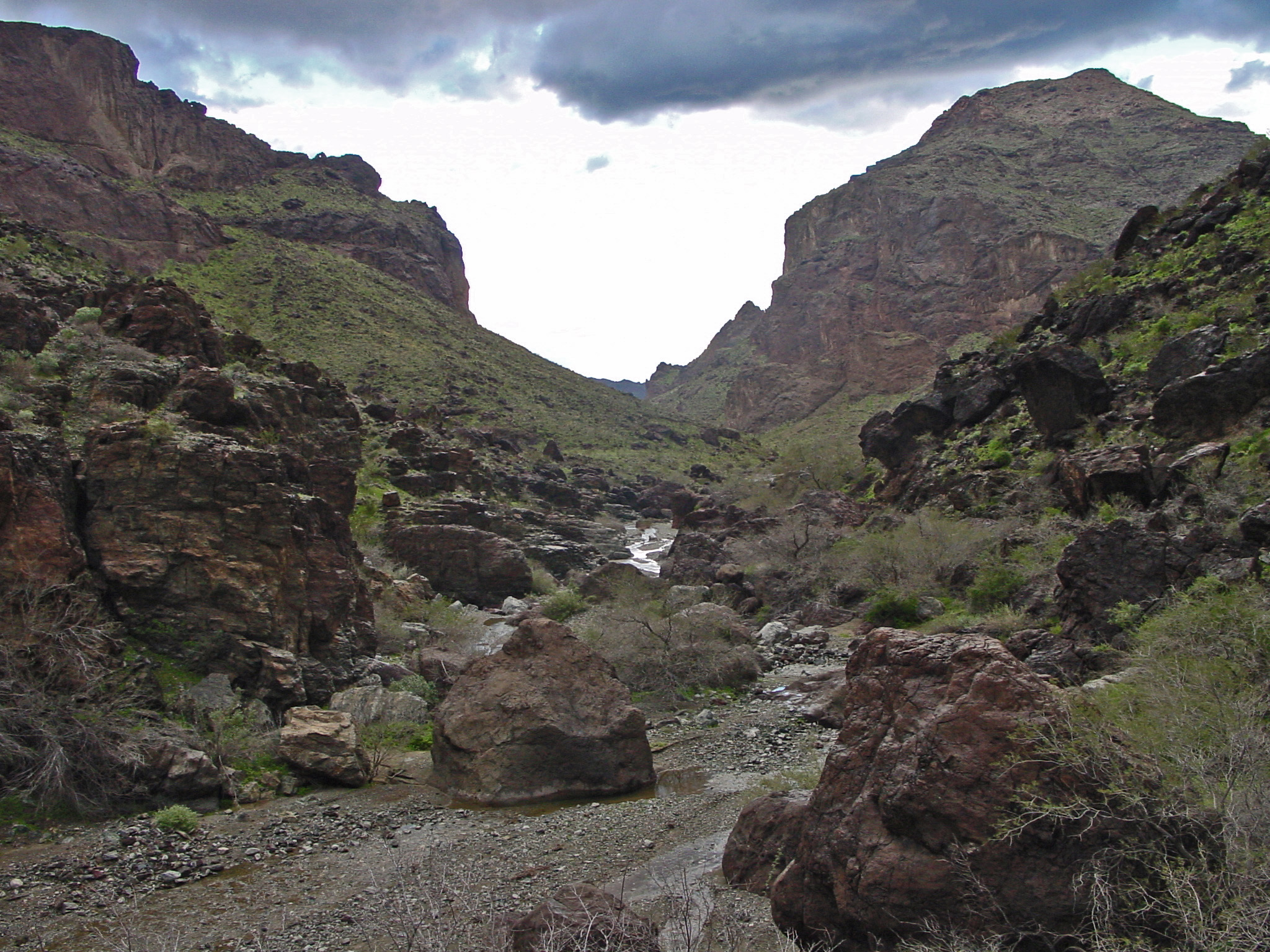
La desembocadura de Whipple Wash en el noreste de Las Montañas Whipple, con vegetación atípica y agua visible durante un invierno húmedo.

La forma de relieve actual de las Montañas Whipple es una serie de crestas subparalelas que tienden de noroeste a sureste, cortadas en ángulo recto por un gran lavado (Whipple Wash), que divide en dos toda la cordillera. Estas crestas lineales marcan la parte superior de los bloques de corteza inclinados que se encuentran en la pared colgante de una extensa falla de desprendimiento, y la gama en su conjunto comprende uno de los complejos de núcleos metamórficos mejor expuestos y más estudiados del mundo.
En la mitad occidental de la cordillera, la pared colgante se ha erosionado por completo, dejando anticlinal expuestas en la superficie milonitas de la corteza inferior antiformalmente alabeadas hacia arriba. Al este, rocas volcánicas y sedimentarias terciarias inalteradas junto con rocas precámbricas cristalinas no miloníticas en el muro colgante forman la superficie terrestre, pero los lavados más grandes brindan acceso a la superficie de desprendimiento y las rocas que la rodean. Excelentes ejemplos de alteración hidrotermal, inyección de cataclasita fluidizada y otros procesos de fallas de la corteza media y superior abundan a lo largo de la superficie de desprendimiento. También son fácilmente visibles una serie de fallas normales de alto ángulo que acomodan la inclinación y la extensión dentro de la pared colgante.
La falla de desprendimiento de Whipple es parte de un complejo más grande de fallas normales poco profundas con buzamiento hacia el este que se extiende desde Whipples hacia el norte hasta el extremo sur de Nevada, donde se produce una transición a fallas normales poco profundas con buzamiento hacia el oeste. Toda la región acomodó una importante extensión de la corteza entre el bloque de Sierra Nevada y la Meseta de Colorado durante el Mioceno temprano y medio. Se produjeron más de 40 km de extensión en una región que ahora tiene entre 70 y 100 km de ancho. Los Whipples son parte del cinturón plegado y corrido de María.

## Historia
El pueblo Mojave, el pueblo Cahuilla, el Quechan y otras tribus y grupos culturales nativos americanos vivieron y viajaron a través de los Whipples durante miles de años.
Francisco Garcés, el explorador, misionero y "pacificador" regional con base en la Misión de San Xavier del Bac, había iniciado expediciones a lo largo del río y el terreno circundante a través y más allá de Whipples a principios de la década de 1770. En 1774 se unió a la famosa Expedición Juan Bautista de Anza Las Californias desde la "Nueva España continental a la" nueva para ellos "Alta California. Atravesaron la cordillera en ruta hacia el área de Needles y hacia el interior, viajando en paz con los indígenas locales. gente al oeste del río A principios de la década de 1900, Wyatt Earp pasó sus últimos inviernos aquí trabajando en pequeños reclamos mineros de oro y cobre, comenzando alrededor de 1906. El poblado cercano de Earp, California en y cerca de esos reclamos recibió su nombre, aunque su residencia en realidad se encuentra en el pueblo de Vidal, California.
Actualmente, porciones de la cordillera dentro y fuera del Área Silvestre de las Montañas Whipple son propiedad del Estado de California o de propietarios privados. El acceso a estas áreas no es del BLM, sino de los demás propietarios y agencias.

## Área natural de las Montañas Whipple
La mayor parte la cordillera de Whipple se encuentra dentro del área natural de las Montañas Whipple, administrada por la oficina de Needles Field de la Oficina de Administración de Tierras de los Estados Unidos. La naturaleza cubre aproximadamente 76,122 acres la cordillera.